# Paral·lel 43° nord
El paral·lel 43° nord és una línia de latitud que es troba a 43 graus nord de la línia equatorial terrestre. Travessa Europa, la Mediterrània Àsia, l'Oceà Pacífic, Amèrica del Nord l'oceà Atlàntic.

## Durada del dia
En aquesta latitud, el sol és visible durant 15 hores i 22 minuts a l'estiu, i 9 hores i 0 minuts en solstici d'hivern.

## Arreu del món
Començant al meridià de Greenwich i dirigint-se cap a l'est, el paral·lel 43º passa per:
| Coordenades                               | País, territori o mar        | Notes |
| ----------------------------------------- | ---------------------------- | --- |
| 43° 0′ N, 0° 0′ E / 43.000°N,0.000°E      | França                       | Entre Larraine i La Novella |
| 43° 0′ N, 3° 2′ E / 43.000°N,3.033°E      | Mar Mediterrània             | Golf de Lleó |
| 43° 0′ N, 6° 10′ E / 43.000°N,6.167°E     | França                       | Illes d'Ieras |
| 43° 0′ N, 6° 14′ E / 43.000°N,6.233°E     | Mar Mediterrània             | |
| 43° 0′ N, 9° 20′ E / 43.000°N,9.333°E     | França                       | Illa de Còrsega (vora Cap Cors i Centuri) |
| 43° 0′ N, 9° 27′ E / 43.000°N,9.450°E     | Mar Mediterrània             | Passa just al sud de l'illa de Capraia, Itàlia |
| 43° 0′ N, 10° 30′ E / 43.000°N,10.500°E   | Itàlia                       | |
| 43° 0′ N, 13° 52′ E / 43.000°N,13.867°E   | Mar Adriàtic                 | Passa just al sud de l'illa de Vis, Croàcia · passa just al nord de l'illa de Korčula, Croàcia |
| 43° 0′ N, 17° 2′ E / 43.000°N,17.033°E    | Croàcia                      | |
| 43° 0′ N, 17° 40′ E / 43.000°N,17.667°E   | Bòsnia i Hercegovina         | |
| 43° 0′ N, 18° 28′ E / 43.000°N,18.467°E   | Montenegro                   | |
| 43° 0′ N, 20° 6′ E / 43.000°N,20.100°E    | Sèrbia                       | |
| 43° 0′ N, 20° 34′ E / 43.000°N,20.567°E   | Kosovo o Sèrbia              | Kosovo és un estat parcialment reconegut. Alguns estats consideren el seu territori com a part de Sèrbia. |
| 43° 0′ N, 21° 14′ E / 43.000°N,21.233°E   | Sèrbia                       | Passa a través de Leskovac |
| 43° 0′ N, 22° 49′ E / 43.000°N,22.817°E   | Bulgària                     | |
| 43° 0′ N, 27° 54′ E / 43.000°N,27.900°E   | Mar Negre                    | |
| 43° 0′ N, 40° 56′ E / 43.000°N,40.933°E   | Abkhàzia o Geòrgia           | Abkhàzia és un estat parcialment reconegut. Alguns estats consideren el seu territori com a part de Geòrgia. Passa a través de Sukhumi. |
| 43° 0′ N, 41° 54′ E / 43.000°N,41.900°E   | Geòrgia                      | |
| 43° 0′ N, 43° 5′ E / 43.000°N,43.083°E    | Rússia                       | |
| 43° 0′ N, 47° 28′ E / 43.000°N,47.467°E   | Mar Caspi                    | |
| 43° 0′ N, 51° 46′ E / 43.000°N,51.767°E   | Kazakhstan                   | |
| 43° 0′ N, 56° 0′ E / 43.000°N,56.000°E    | Uzbekistan                   | |
| 43° 0′ N, 65° 46′ E / 43.000°N,65.767°E   | Kazakhstan                   | |
| 43° 0′ N, 73° 33′ E / 43.000°N,73.550°E   | Kirguizstan                  | Passa just al nord de Bixkek |
| 43° 0′ N, 74° 43′ E / 43.000°N,74.717°E   | Kazakhstan                   | |
| 43° 0′ N, 80° 23′ E / 43.000°N,80.383°E   | República Popular de la Xina | Xinjiang |
| 43° 0′ N, 96° 10′ E / 43.000°N,96.167°E   | Mongòlia                     | |
| 43° 0′ N, 110° 40′ E / 43.000°N,110.667°E | República Popular de la Xina | Mongòlia Interior Liaoning Jilin (per uns 26 km) Liaoning (per uns 14 km) Jilin |
| 43° 0′ N, 129° 53′ E / 43.000°N,129.883°E | Corea del Nord               | per uns 5 km (comtat d'Onsong) |
| 43° 0′ N, 129° 57′ E / 43.000°N,129.950°E | República Popular de la Xina | Jilin |
| 43° 0′ N, 131° 6′ E / 43.000°N,131.100°E  | Rússia                       | Krai de Primórie — Passa just al sud de Vladivostok |
| 43° 0′ N, 131° 34′ E / 43.000°N,131.567°E | Mar del Japó                 | Badia d'Amur |
| 43° 0′ N, 131° 47′ E / 43.000°N,131.783°E | Rússia                       | Illa Russki |
| 43° 0′ N, 131° 56′ E / 43.000°N,131.933°E | Mar del Japó                 | Badia d'Ussuri |
| 43° 0′ N, 132° 19′ E / 43.000°N,132.317°E | Rússia                       | |
| 43° 0′ N, 134° 7′ E / 43.000°N,134.117°E  | Mar del Japó                 | |
| 43° 0′ N, 140° 31′ E / 43.000°N,140.517°E | Japó                         | Illa de Hokkaidō |
| 43° 0′ N, 145° 1′ E / 43.000°N,145.017°E  | Oceà Pacífic                 | |
| 43° 0′ N, 124° 28′ O / 43.000°N,124.467°O | Estats Units                 | Oregon Idaho Wyoming Frontera Dakota del Sud / Nebraska Dakota del Sud Iowa Wisconsin — Passa a través de Milwaukee El paral·lel 43° nord forma la major part de la frontera entre els estats de Nebraska i Dakota del Sud. El paral·lel formava la frontera nord de l'històric i extralegal Territori de Jefferson. |
| 43° 0′ N, 87° 53′ O / 43.000°N,87.883°O   | Llac Michigan                | |
| 43° 0′ N, 86° 13′ O / 43.000°N,86.217°O   | Estats Units                 | Michigan |
| 43° 0′ N, 82° 25′ O / 43.000°N,82.417°O   | Canadà                       | Ontario — Passa a través de les ciutats de Sarnia i London |
| 43° 0′ N, 79° 1′ O / 43.000°N,79.017°O    | Estats Units                 | Buffalo (Nova York) Vermont Nou Hampshire |
| 43° 0′ N, 70° 45′ O / 43.000°N,70.750°O   | Oceà Atlàntic                | |
| 43° 0′ N, 9° 15′ O / 43.000°N,9.250°O     | Espanya                      | |
| 43° 0′ N, 1° 4′ O / 43.000°N,1.067°O      | França                       | |